# U Carinae
U Carinae är en pulserande variabel  av Delta Cephei-typ (DCEP) i stjärnbilden Kölen. 
U Carinae varierar mellan visuell magnitud +5,74 och 6,96 med en period av 38,829 dygn.